# Капашин Валерій Петрович
Валерій Петрович Капашин (нар. 26 вересня 1950, село Рунівщина, Полтавський район, Полтавська область, Українська РСР, СРСР) — російський воєначальник і державний діяч, генерал-полковник (22.02.2009).

## Біографія
Народився 26 вересня 1950 року в селі Рунівщина на Полтавщині. Закінчив середню школу у 1967 році. Вступав до Харківського державного університету імені Горького, але не пройшов за конкурсом.

### Військова служба
У радянській армії з 1967 року. У 1971 році закінчив Саратовське вище військове інженерне училище хімічного захисту з відзнакою. Проходив військову службу у Військах радіаційного, хімічного та біологічного захисту командиром взводу, командиром навчальної роти, командир окремого батальйону хімічного захисту. Військові звання "старший лейтенант" та "капітан" отримав достроково.
1982 року закінчив Військову академію хімічного захисту імені Маршала Радянського Союзу С. К. Тимошенка. З 1982 — начальник штабу 28-го окремого полку хімічного захисту Уральського військового округу (Златоуст), з 1983 — командир цього полку. На чолі цього полку брав участь у ліквідації наслідків аварії на Чорнобильській АЕС, виконував бойові завдання у зоні катастрофи протягом 6 місяців. Був нагороджений орденом Червоної Зірки, а полк — вимпелом Міністра оборони СРСР «За мужність».
З 1986 — заступник начальника хімічних військ Уральського військового округу, начальник штабу хімічних військ Південної групи військ (Угорщина), начальник хімічних військ Західного стратегічного напрямку.
З 1991 року проходив військову службу у Туркестанському військовому окрузі начальником Державного хімічного науково-випробувального інституту-полігону, який дислокувався в м. Нукус Республіки Каракалпакстан. З червня 1993 — начальник військ радіаційного, хімічного та біологічного захисту Далекосхідного військового округу. Генерал-майор (29.11.1993). З 1996 року — начальник управління ліквідації хімічної зброї Військ радіаційного, хімічного та біологічного захисту (РХБЗ) — заступник начальника Військ радіаційного, хімічного та біологічного захисту. Відмовився від пропозиції стати начальником військ хімічного захисту Міністерства оборони України. Брав участь у ліквідації наслідків Нефтегірського землетрусу 1995 року.

### Керівництво ФУБХУХО Росії
З 29 квітня 2001 року — начальник Федерального управління з безпечного зберігання та знищення хімічної зброї при Російському агентстві з боєприпасів (з 15.11.2006 року — при Федеральному агентстві з промисловості, з 23.11.2009 — при Міністерстві промисловості та торгівлі Російської Федерації). Одночасно з жовтня 2001 по березень 2004 — член колегії Російського агентства з боєприпасів. На цій посаді очолював роботу з безпечного знищення хімічної зброї в Російській Федерації відповідно до прийнятих на себе міжнародних зобов'язань держави. До його компетенції входили також будівництво та експлуатація об'єктів зі знищення хімічної зброї.
27 вересня 2017 року взяв участь у церемонії знищення останнього хімічного боєприпасу в Російській Федерації на об'єкті " Кізнер ".
Автор понад 100 наукових праць у сфері хімії оборонного та подвійного призначення, володар 8 патентів на винаходи. Доктор технічних наук (2001), професор (2007). Член-кореспондент Російської академії з природничих наук (2006), член Всесвітньої академії наук комплексної безпеки (2005), член-кореспондент Російської інженерної академії (1999).
Обирався депутатом Златоустівської міської Ради народних депутатів Челябінської області (1985—1989), депутатом Верховної Ради Республіки Каракалпакстан (1993—1996).

## Нагороди та почесні звання
- орден «За заслуги перед Батьківщиною» III ступеня (11.03.2016, указ № 110, За заслуги у зміцненні обороноздатності країни та високі особисті показники у службовій діяльності, виявлені при проведенні робіт з хімічного роззброєння)[6],[7])
- орден «За заслуги перед Батьківщиною» IV ступеня (18.11.2010, за заслуги у зміцненні обороноздатності країни та високі особисті показники у службовій діяльності)[8])
- орден «За військові заслуги» (2004)
- орден Пошани (2001)
- орден Червоної Зірки (1986)
- орден «За службу Батьківщині у Збройних Силах СРСР» III ступеня (1985)
- медаль ордену «За заслуги перед Батьківщиною» ІІ ступеня (1996)
- двічі лауреат Премії Уряду Російської Федерації у галузі науки і техніки (2007, 2013)
- Почесна грамота Уряду Російської Федерації (2010)[9]
- Почесна грамота Ради Федерації Федеральних Зборів Російської Федерації (2006)
- " Почесний працівник галузі боєприпасів та спецхімії " (2004)[10]
- " Почесний хімік " (2005)
- " Почесний працівник науки і техніки " (2006)
- " Почесний працівник гідрометеослужби Росії "
- Знак «Відміннику охорони здоров'я» (2005)
- " Почесний громадянин Удмуртської Республіки " (2010)
- «Заслужений будівельник Удмуртської Республіки» (2004)[11]
- Почесний громадянин Кізнерського району Удмуртської республіки (2015)
- Почесний громадянин Камбарського району Удмуртської Республіки (2014)
- Почесний громадянин Почепського району Брянської області (2009)
- «Почесний громадянин Краснопартизанського району Саратовської області».
- "Почесний професор Іжевського державного технічного університету імені М. Т. Калашникова " (2014)[12]
- «Заслужений будівельник Пензенської області».
- Почесний знак «За заслуги перед Кіровською областю»
- Медаль ордену «За заслуги перед Пензенською областю» (2013)
- Медаль «За відмінність у змаганнях» І місце (18.02.2016, Наказ МО РФ № 104, За заслуги у розвитку фізичної культури та спорту, високі результати, досягнуті в ході спортивних змагань)[13]
- Велика кількість нагород громадських та релігійних організацій, відомчих нагород

## Розслідування
У березні 2023 року українські правоохоронці виявили, що у власності Капашина є активи в місті Полтаві та Полтавській області. Загальна вартість вилучених активів складала — понад 1 млрд грн. До списку заблокованих активів входять більше ніж 20 комерційних об’єктів, понад 3 тисячі квадратних метрів житлової нерухомості та 17 земельних ділянок на території Полтавщини. Серед арештованого майна – будинок родини Капашина, готелі та ресторани преміум-класу, а також офісні й торговельно-розважальні центри загальною площею майже 30 тис. м².